# Lamaids
Lamaids é uma comuna francesa na região administrativa de Auvérnia-Ródano-Alpes, no departamento Allier. Estende-se por uma área de 7,88 km². Em 2010 a comuna tinha 235 habitantes (densidade: 29,8 hab./km²).